# هريرة (اسم)
هريرة هو اسم علم مذكر ومؤنث من أصل عربي، ومعناه هو وهو تصغير هر، ويسمى على اسم الصحابي الجليل أبي هريرة ( ت 59هـ).

## وصلات خارجية
- موسوعة السلطان قابوس لأسماء العرب